# Ewa Wojtyniak-Dębińska
Ewa Aurelia Wojtyniak-Dębińska (ur. 1967 w Zgierzu) – polska graficzka, prorektor Akademii Sztuk Pięknych im. Władysława Strzemińskiego w Łodzi.

## Życiorys
W 1993 ukończyła z wyróżnieniem studia w Państwowej Wyższej Szkole Sztuk Plastycznych w Łodzi w Pracowni Grafiki Warsztatowej Wydziału Edukacji Wizualnej. W 2002 uzyskała kwalifikacje I stopnia w dyscyplinie: grafika warsztatowa; z kolei 2013 stopień doktor habilitowanej w dziedzinie sztuk plastycznych, w dyscyplinie artystycznej: sztuki piękne.
W 1992 rozpoczęła pracę na macierzystej uczelni, od 2016 na stanowisku profesor nadzwyczajnej. Od 2012 prodziekan Wydziału Sztuk Wizualnych. Prorektor ds. nauki i ewaluacji w kadencji 2020–2024.
Tworzy w zakresie grafiki, fotografii i rysunku. Miała piętnaście wystaw indywidualnych i uczestniczyła w 45 wystawach zbiorowych.

## Wystawy indywidualne
- Grafika, BWA, Galeria Bałucka, Łódź 2000.
- Stworzone światłem, BWA, Galeria Bałucka, Łódź 2004.
- Grafika, Galeria Forum, Łódź 2005.
- Linoryty, Galeria Krótko i Węzłowato…, Łódź 2006.
- Grafika, Galeria Baszta, Zbąszyń 2006.
- Pejzaże wewnętrzne, Galeria Miejskiego Ośrodka Kultury, Zgierz 2007.
- Przejście, Galeria Parkowa, Centrum Sportu i Rekreacji, Łódź 2010.
- Człowiek i drzewo, Galeria Artus, Centrum Kultury Dwór Artusa, Toruń 2011.
- Drzewoportrety, Galeria Forum, Łódź 2011.
- Cielesność natury, Galeria Baszta, Zbąszyń 2012.
- Drzewo-ciało, Galeria Amcor, Łódź 2012.
- Dialog z naturą, Galeria Amcor Flexibles Reflex, Łódź 2012.
- Natura i człowiek – wzajemne relacje. ASP im. Władysława Strzemińskiego, Łódź 2013.
- Re:prezentacje natury, Galeria OdNowa, ASP im. Władysława Strzemińskiego w Łodzi.
- Natura w grafice, Galeria Miejskiego Centrum Kultury, Bełchatów 2015.

Na podstawie materiału źródłowego.